# Obráběcí stroj

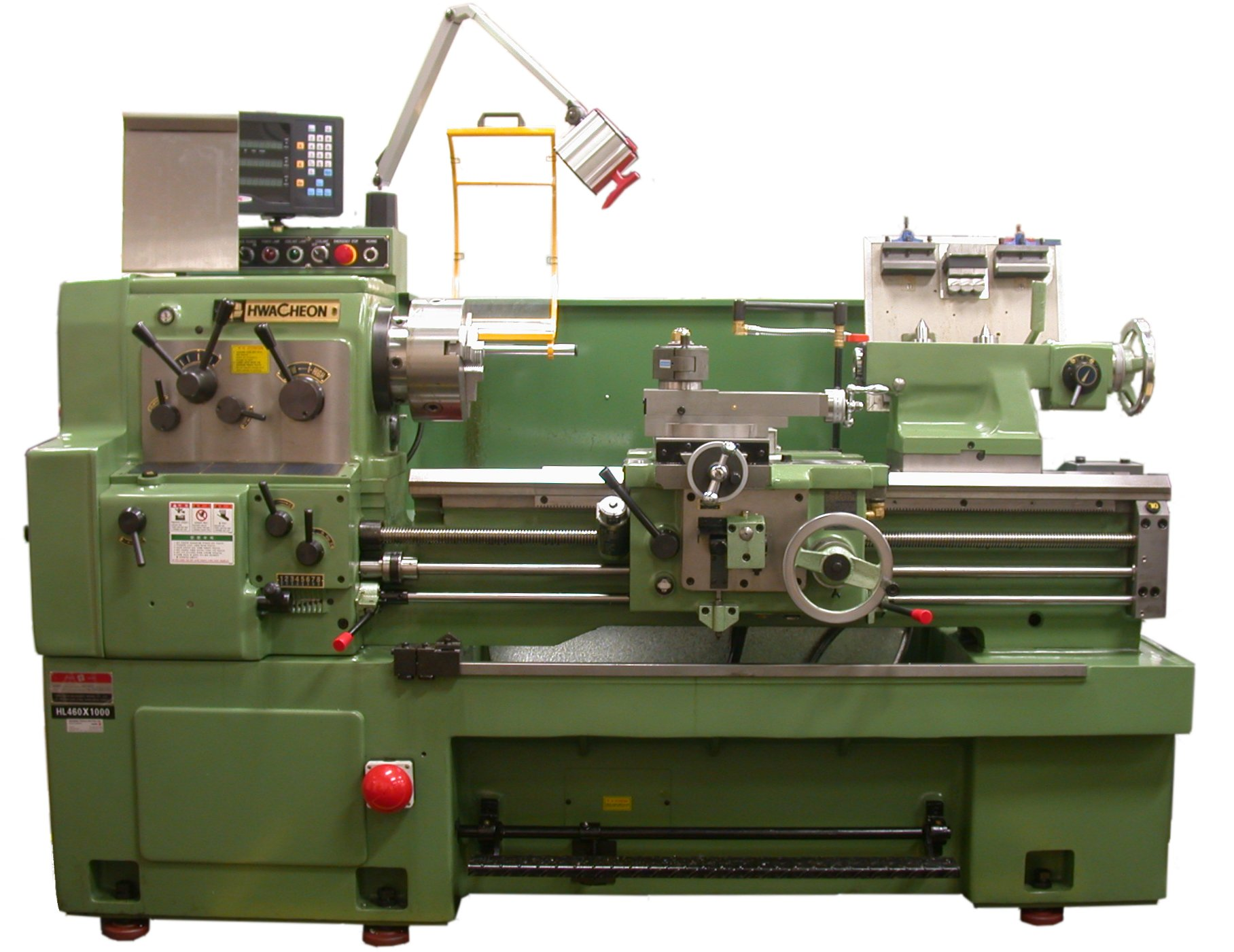
Univerzální hrotový soustruh, příklad obráběcího stroje

Pod pojmem obráběcí stroj se rozumí specializovaný stroj zkonstruovaný pro třískové obrábění materiálu. Nejrozšířenější jsou obráběcí stroje na kovy, za nimi následují obráběcí stroje na dřevo, sklo, umělé hmoty, keramiku a další materiály. Důležitým znakem obráběcího stroje je třískové obrábění, z čehož vyplývá, že mezi obráběcí stroje nepatří všechny tvářecí stroje (kupř. lisy, buchary, válcovací stolice a ohýbačky) dále pak i stroje jako ohraňovačky, strojní nůžky, leštičky, lapovací a (super) finišovací stroje apod.
Původně se obráběcí stroje rozdělovaly podle hlavního řezného pohybu na stroje s pohybem a.) přímočarým (hoblovky, protahovačky, …), a b.) otáčivým (soustruhy, vrtačky, vyvrtávačky, frézky, brusky). Protože však existují obráběcí stroje, u nichž nelze jednoznačně určit, který z těchto pohybů je hlavní (typické jsou honovačky), bylo toto prvotní třídění strojů opuštěno a obráběcí stroje se nadále dělí na univerzální, speciální a jednoúčelové.
Univerzální obráběcí stroje jsou ty, u nichž je možné obrábět obrobky různých druhů a rozměrů různými operacemi. Typickým univerzálním strojem je vodorovná vyvrtávačka, na níž je možné provádět řadu základních operací (vrtání, vyvrtávání, frézování, obtáčecí soustružení, řezání závitů, a s pomocí přídavných pomůcek a zařízení i protahování či obrážení). U některých obráběcích strojů zařazené do skupiny univerzální je počet realizovatelných operací menší – např. u konzolové frézky jde vždy jen frézování, nicméně volbou nástrojů a polohovacích přípravků může mít výsledný produkt dost složitý tvar. Ještě méně operací umí nepostradatelný obráběcí stroj – vrtačka.
Speciální obráběcí stroje jsou ty, na kterých se obrábějí jedinou operací plochy stejného druhu na obrobcích různých druhů a velikostí. Patří mezi ně např. stroje na výrobu ozubení.
Jednoúčelové obráběcí stroje jsou určeny pro stále stejné operace na stále stejném obrobku. Jsou určeny pro hromadnou výrobu nebo pro úzce specializované technologie (např. vrtání hlavní ať kanónů nebo ručních zbraní)
CNC stroje jsou počítačem řízené moderní stroje na obrábění kovů, dřeva a jiných materiálů.
Obráběcí centra jsou 4 a více osé stroje, ve kterých je možné vyrábět produkty všech možných tvarů.

## Kategorizace obráběcích strojů
- Soustruhy
  - hrotové
    - univerzální
    - kopírovací

  - čelní (lícní)
  - svislé (karusely)
  - revolverové
  - vícevřetenové
  - podtáčecí (pro výrobu nástrojů)

- Vrtačky
  - stolní
  - sloupové
  - stojanové
  - ruční

- Vyvrtávačky
  - vodorovné
    - stolové
    - s příčným stolem
    - deskové

  - jemné

- Frézky
  - konzolové
  - portálové
  - univerzální
  - rovinné
  - kopírovací
  - na závity
  - speciální
  - drážkovací

- Pily na kov
  - přímočaré
  - okružní
  - pásové
  - ruční

- Hoblovky

- Obrážečky
  - vodorovné
  - svislé
  - na ozubení

- Protahovačky

- Pilovací stroje
  - Rotační
  - Přímočaré

- Brusky
  - hrotové
  - na díry
  - bezhroté
  - rovinné
  - nástrojařské
  - pro tvarové broušení
  - na rozbrušování materiálu (tzv.rozbrušovačky)

- Stroje na výrobu ozubení
  - pracující s tvarovým nástrojem
  - kopírovací
  - odvalovací
  - obrážečky pracující s hřebenovým nožem
  - obrážečky pracující s kotoučovým nožem
  - odvalovací frézky
  - odvalovací brusky
  - frézky na zakřivené ozubení kuželových kol
  - ševingovací stroje